# Fran Bow
Fran Bow ist ein Point-and-Click-Adventure des schwedischen Entwicklungsstudios Killmonday Games aus dem Jahr 2015. Es behandelt das Schicksal eines zehn Jahre alten Mädchens namens Fran und ist dem Genre Horror zuzuordnen.

## Handlung
1944: Die zehnjährige Fran Bow Dagenhart ist Insassin der Nervenheilanstalt Oswald Asylum. Das Mädchen musste mit ansehen, wie ihre Eltern brutal ermordet wurden, und ist seitdem traumatisiert. Ihre Tante Grace hat nun das Sorgerecht für sie und gibt vor, sich größte Sorgen um Fran zu machen und sie liebend gern zu sich nach Hause holen zu wollen. In der Anstalt hat Fran keinen Kontakt mehr zu ihrem einzigen Freund, ihrer Katze Mr. Midnight, was ihre Stimmung zusätzlich trübt. Der Psychiater Dr. Marcel Deern behandelt sie mit Duotine (ein fiktives Psychopharmakon), die sie in eine düstere, schreckliche Parallelwelt versetzt. Dr. Deern verbietet zunächst die Einnahme von Duotine und teilt Tante Grace mit, dass Fran noch längst nicht gesund genug sei, um die Anstalt verlassen zu können. Unterdessen lernt Fran mit Hilfe bestimmter Pillen, bewusst zwischen Realität und Parallelwelt zu wechseln. Sie beschließt dann, aus der Anstalt auszubrechen, ihre Katze zu suchen und den Tod ihrer Eltern aufzuklären. Mit Unterstützung der anderen Kinder der Anstalt gelingt Fran die Flucht.
Auf ihrer Reise verschwimmen Realität und Parallelwelt jedoch immer mehr, weil Fran die Pillen nimmt (sie findet erst später heraus, dass die Pillen in Wahrheit Duotine sind und bloß in trügerischer Absicht falsch beschriftet waren). Fran hat dadurch immer häufiger Schwierigkeiten, die richtige Entscheidung zu treffen und ihre Welt zu verstehen. Nachdem sie Mr. Midnight gefunden hat, begegnet sie immer wieder Remor, einem dämonischen Wesen mit Ziegenkopf, der ein Antagonist im Spiel ist. Zunächst schüchtert Remor die kleine Fran durch unterschwellige Drohungen ein, später bedroht er sie direkt und tut ihr sogar mehrmals körperlich wie seelisch weh. Als Fran auf ihrem Heimweg in eine tiefe Schlucht fällt, versetzt sie das in ein Wachkoma. In diesem Zustand wird Fran als eine Art Baummensch in Ithersta wiedergeboren. 
Ithersta ist eine Pflanzenwelt voller sprechender Insekten und Wurzelknollen. Sie repräsentiert den menschlichen Überlebenswillen und das Leben selbst. Der König von Ithersta, Ziar, hat Mitleid mit Fran und der Arzt von Ithersta, Palontras, pflegt das Mädchen gesund. Beide verhelfen dem Mädchen zur Rückkehr in die Wirklichkeit. Fran wacht wieder auf und begegnet diesmal Itward, einem animierten Skelett im Smoking, Jackett und mit Zylinderhut. Itward stellt sich dem Mädchen als ein Freund aus Kindertagen vor. Offenbar hatte Fran ihn sich selbst ausgedacht; das aber hatte sie wegen der Medikamente vergessen. Itward ist zum Glück nicht nachtragend, sondern hilft Fran auf ihrer weiteren Flucht. Alle drei reisen in Itwards „Wunderflugmaschine“ zu Frans eigentlichen Wohnort, stürzen aber ab (in Wirklichkeit hatte Fran von irgendwoher ein Fahrrad geklaut und war damit gegen einen Baumstumpf gerast). An ihrem Elternhaus überrascht Dr. Deern sie. Nicht ganz freiwillig fährt Fran in Dr. Deerns Auto mit. Dr. Deern klärt Fran schließlich darüber auf, was mit ihr eigentlich los ist:
Als kleines Kind wurde Fran Opfer perfider Experimente. Der Leiter der Anstalt, Dr. Oswald Harrison, ist besessen von der Erforschung und Manipulation multipler Persönlichkeiten und der seelisch-psychischen Dualität bei Zwillingen. Außerdem ist er sehr fasziniert von den „anderen Wirklichkeiten“, die Fran mit und ohne die Pillen sehen kann. Fran selbst leidet offenbar an einer gespaltenen Persönlichkeit und die Pillen lassen die beiden Ichs in Fran die Plätze tauschen. Die Duotine-Tabletten bewirken, dass die „dunkle Fran“ erwacht. In diesem Zustand tut Fran böse Dinge, vielleicht hatte sie ihre Eltern damals selbst getötet (genau diese Detailfrage lässt das Spiel aber stets offen). Alternativ hatte ihre Tante Grace die Eltern umgebracht, auch darauf finden sich vage Anspielungen. Tante Grace und Frans Mutter Lucia waren selbst Zwillinge gewesen, was erklärt, warum Dr. Oswald und Tante Grace einander kannten und warum Tante Grace so leicht Fran in einer geschlossenen Anstalt besuchen konnte. Auch Grace und Lucia waren von Dr. Oswald untersucht und behandelt worden. Allerdings hatte Lucia mit Frans Geburt die Behandlungen beendet und es Dr. Oswald strikt untersagt, an ihrer Tochter zu experimentieren. Das hatte offenbar Dr. Oswald gekränkt. Also sorgte er irgendwie dafür, dass Frans Eltern umkamen und er Fran in seiner Anstalt festhalten konnte.
Fran schafft es schließlich, in Dr. Oswalds Büro vorzudringen und ihn zur Rede zu stellen. Auch Tante Grace ist anwesend und ihre gehässigen Kommentare über den Tod von Frans Eltern lassen das Mädchen so wütend werden, dass Fran tatsächlich versucht, ihre Tante mit bloßen Händen zu erwürgen. Dr. Oswald zieht schließlich eine Pistole und schießt auf Fran, worauf sie scheinbar stirbt. Noch bevor der größenwahnsinnige Arzt mit seinen Experimenten an Fran beginnen kann, erscheint Itward und beseitigt Grace und Dr. Oswald. Palontras taucht ebenfalls auf, heilt Fran von ihrer Verletzung und trägt sie im Anschluss davon. In der Schlusssequenz sieht man eine zufriedene, glückliche Fran mit ihrer Katze auf Palontras fliegen und im Hintergrund Itward, der mit seiner Flugmaschine ebenfalls davonfliegt.

## Spielprinzip und Technik
Fran Bow ist ein Point-and-Click-Adventure. Aus Sprites zusammengesetzte Figuren agieren vor handgezeichneten, teilanimierten Kulissen. Mit der Maus kann der Spieler seine Spielfigur durch die Örtlichkeiten bewegen und mit den Maustasten Aktionen einleiten, die den Spielcharakter mit seiner Umwelt interagieren lassen. Fran Bow kann so Gegenstände finden und sie auf die Umgebung oder andere Gegenstände anwenden sowie mit NPCs kommunizieren. Mit fortschreitendem Handlungsverlauf werden weitere Orte freigeschaltet. Einige in die Spielhandlung integrierte Minispiele erfordern motorisches Geschick, können aber übersprungen werden. Gelegentlich schlüpft der Spieler in die Rolle der Katze Mr. Midnight, um als diese einige Rätsel zu lösen. Eine Besonderheit des Spiels ist der Wechsel zwischen zwei Bewusstseinsebenen sowie verschiedenen Jahreszeiten. Wenn Fran in die Parallelwelt wechselt, ist dort die Anordnung der Räumlichkeiten, NPCs und Gegenstände gleich, die Spielwelt ist mithin gespiegelt, allerdings sind alle Objekte in düstere Abwandlungen verwandelt. Manipulationen von Objekten und Interaktionen mit NPCs in der Parallelwelt haben direkte Auswirkung auf die reale Welt, woraus sich im Spiel zahlreiche Möglichkeiten für Rätsel ergeben. Das gleiche Prinzip findet in der Fantasiewelt Ithersta abgewandelt Anwendung: Mittels einer Maschine lässt sich die Jahreszeit einstellen, was jeweils unterschiedliche Aktionsmöglichkeiten mit Umwelt und NPCs eröffnet. Das Spiel verfügt aus Budgetgründen über keine Sprachausgabe, sondern lediglich über Untertitel in verschiedenen Sprachen.
Die Android-Version ist pro Kapitel in einzelne Applikationen unterteilt, die einzeln erworben werden müssen.

## Produktionsnotizen
Die in Schweden lebende, gebürtige Chilenin Natalia Martinsson war ursprünglich als Regisseurin tätig und veröffentlichte 2010 (noch unter ihrem Geburtsnamen Natalia Figueroa) den Kurzfilm Säg farväl Isabell. Unter dem Eindruck, Geschichten mit filmischen Mitteln nicht mehr zufriedenstellend umsetzen zu können, wandte sie sich gemeinsam mit ihrem Co-Autor und Ehemann Isak Martinsson, der für Fran Bow den Score komponierte, dem Medium Videospiel zu. Die Entwicklung von Fran Bow begann 2012. Die Finanzierung des Spiels erfolgte teilweise über eine Crowdfunding-Kampagne auf der Plattform Indiegogo, über die im Juli 2013 20.000 US-Dollar eingenommen werden sollten. Letztendlich konnten 28.300 US-Dollar erzielt werden. Eine Veröffentlichung wurde für Juli 2014 anvisiert. Die beiden Entwickler mussten von den erzielten Einnahmen bis zur Veröffentlichung des Spiels leben, was durch eine Erbschaft Martinssons unterstützt wurde. Die Veröffentlichung des Spiels erfolgte im August 2015 über Download-Plattformen wie Gog.com oder Steam. Im ersten Monat nach Erscheinen des Spiels verkauften Killmonday Games etwa 10.000 Kopien.
Einige Hintergrundmotive des Spiels beruhen auf Erlebnissen von Autorin Natalia Martinsson in ihrer Kindheit. Weitere Einflüsse sind laut Martinsson Musicals der 1940er-Jahre, Kafka, Poe und der surrealistische Horrorfilm Eraserhead.
Die Versionen für PCs erschienen im August 2015. Die Android-Version folgte im Februar 2016, die iOS-Version im darauffolgenden März.

## Rezeption
Aus sechs aggregierten Wertungen erzielt Fran Bow auf Metacritic 70 von 100 Punkten. Das Fachmagazin Adventure-Treff übte leichte Kritik am offenen Ende des Spiels und hielt fest, dass das Spiel trotz der grundsätzlich an ein Kinderbuch erinnernden Optik wegen des exzessiven Einsatzes von Gore-Elementen keinesfalls für Kinder geeignet sei. Das Magazin lobte Story, Charakterzeichnung und Rätseldichte des Spiels, kritisierte aber die deutsche Übersetzung und die Grafik, die teilweise aussähe, „als wäre sie im Rahmen eines LSD-Versuchs im Kindergarten entstanden“. AdventureGamers hob die Diskrepanz zwischen der kindgemäßen Wahrnehmung der Spielwelt durch Fran Bow und den „erwachsenen“ Themen wie Verlust geliebter Menschen, Realitätsverlust, Selbstverletzung und Pädophilie hervor und hielt fest, dass die Einordnung, was von Fran Bows Erlebnissen real sei und was nur in ihrem Kopf geschehe, der persönlichen Interpretation des Spielers obliege. Das Magazin lobte die einprägsamen Charaktere, die gruselige Atmosphäre und die Spielzeit des Spiels, kritisierte aber einige Logiklücken im Plot und warnte, dass selbiger sowie die optische Aufmachung für einige Spieler zu düster sein könnten. Rock, Paper, Shotgun sah konzeptuell eine Anlehnung an Alice im Wunderland und Der Zauberer von Oz und vom Setting her Ähnlichkeiten zum 1988 erschienen Rainbird-Spiel Weird Dreams. Rezensent Adam Smith äußert Bewunderung für die Analyse- und Reflexionsfähigkeit des Spielcharakters Fran Bow und die zahlreichen gelungenen allegorischen NPCs, die abstrakte Konzepte wie den Tod oder Traumata verkörperten. Er kritisierte diverse lose Enden im Plot, die über die Spieldauer nicht aufgelöst würden. Joel Couture legte in einem Essay auf Gamasutra dar, dass das offene Ende eine notwendige Entscheidung beim Designprozess gewesen sei, da eine geschlossene Handlung die Immersion des Spielers zerstört und ihn unbefriedigt zurückgelassen hätte. Das Gesamtbild, das sich der Spieler von Fran Bow mache, werde entscheidend durch die Interpretation des Spielers nach dem offenen Ende geprägt.